# كريستوفر هال
كريستوفر هال (28 نوفمبر 1977 في المملكة المتحدة - ) (بالإنجليزية: Christopher Hall)‏ هو لاعب كريكت بريطاني. لعب مع Cheshire County Cricket Club ‏.

## وصلات خارجية
- كريستوفر هال على موقع إي آس بي آن كريك إنفو (الإنجليزية)